# Berliner Journal

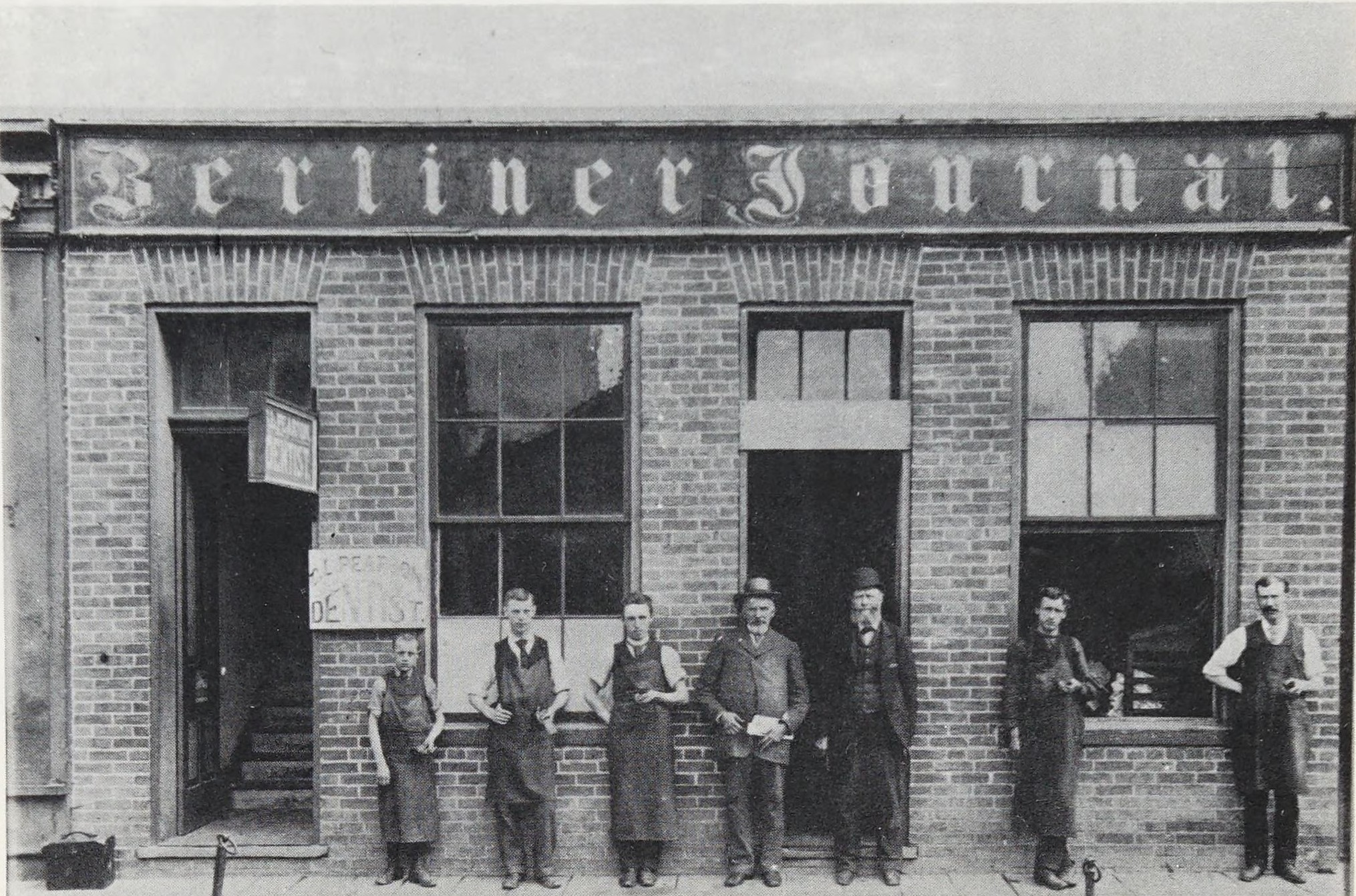
Die Redaktion des Berliner Journals um 1895

Des Berliner Journal war eine von 1859 bis 1924 in New Berlin, Ontario, erscheinende deutschsprachige Wochenzeitung.
Die beiden deutschen Auswanderer Friedrich Rittinger und Johann Motz gründeten die Zeitung 1859. Die beiden überzeugten Republikaner hatten Deutschland nach der gescheiterten Revolution von 1848 verlassen, um den in deren Folge stattfindenden Repressionen zu entgehen.
Nach ihren Vätern übernahmen die Söhne John A. Rittinger und William Motz die Zeitung. Seine Blüte erlebte das Berliner Journal um 1900, als es 3.700 Exemplare in der deutschen Gemeinschaft in Ontario verkaufte. Der Verlag, die Firma Rittinger & Motz, kaufte in dieser Zeit andere deutschsprachige Zeitungen und legte sie mit dem Berliner Journal zusammen. Dieses war zu dieser Zeit die größte deutsche Zeitung Kanadas.
Als der Erste Weltkrieg und seine Folgen auch in Kanada deutschfeindlichen Nationalismus auslöste, verbot die Dominions-Obrigkeit im Oktober 1918 unter anderem das Erscheinen deutschsprachiger Zeitungen in Kanada. Die Zeitung erschien danach noch einige Jahre auf Englisch als Ontario Journal. Die Stadt New Berlin nannte sich in dieser Zeit auch in Kitchener um; zu Ehren des Feldmarschalls und Kriegsministers Herbert Kitchener, 1. Earl Kitchener. Im Jahr 1924 zwangen finanzielle Gründe die Herausgeber aber zur Einstellung des Blatts.

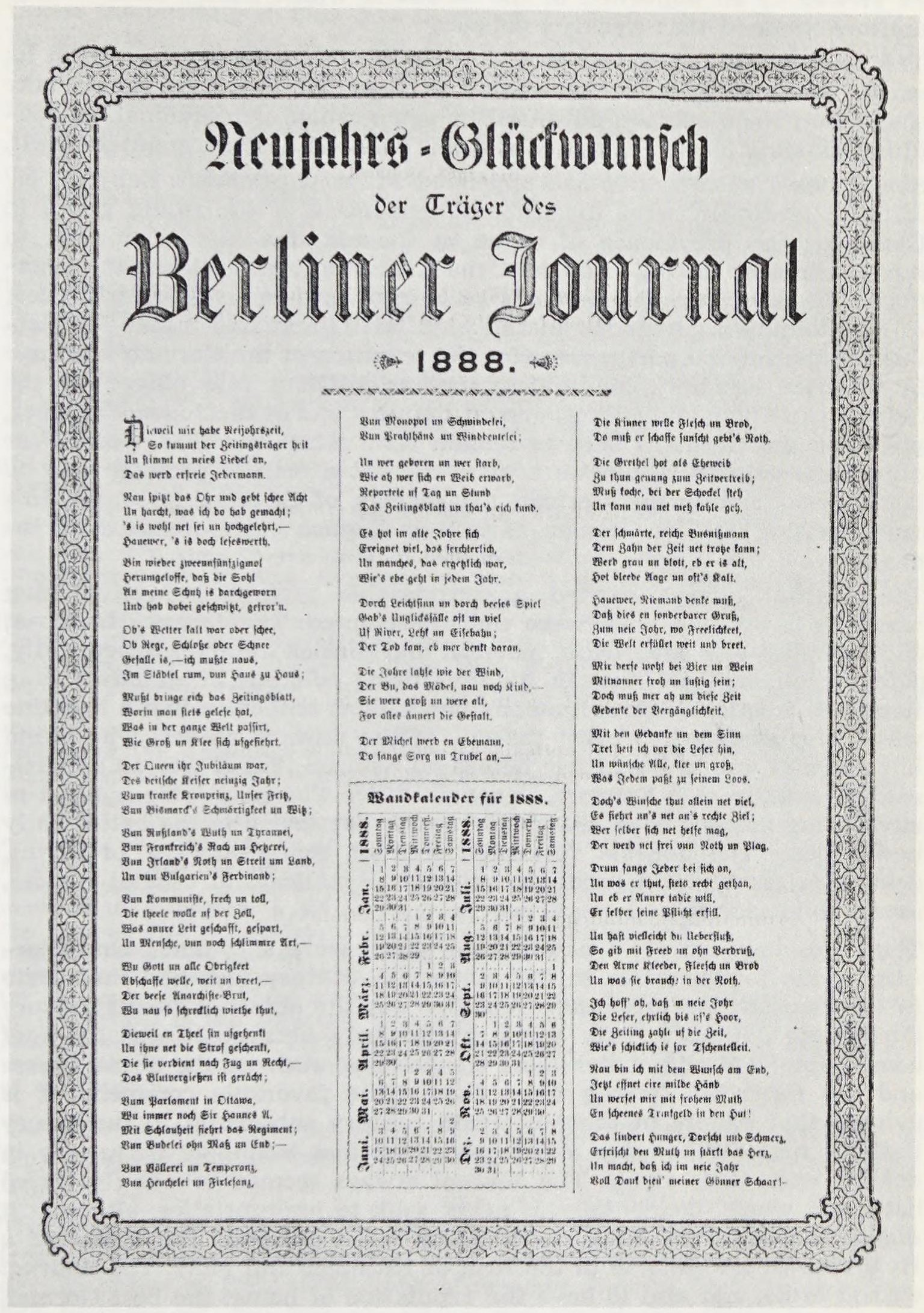
Ein Neujahrsgruß des Berliner Journals, 1888

## Pennsylvaniadeutsche Kolumne
Da ein Großteil der deutschsprachigen Einwohner Ontarios Pennsylvaniadeutsch sprachen, hatte die Zeitung in der Zeit ihres Bestehens auch immer Kolumnen in dieser Sprachen. Die erste erschien am 22. Januar 1890. Darunter befanden sich die "Briefe" von Joe Klotzkopp und seiner Frau Särah Klotzkopf, die John A. Rittinger schrieb. Andere pennsylvaniadeutsche "Briefe" übernahm die Zeitung aus Publikationen in Pennsylvania.

## Hochdeutsche Literatur im Berliner Journal
Das Berliner Journal druckte auch Literatur in Hochdeutsch. Henry Harbaugh publizierte Originalmaterial für die Zeitung, sie übernahm aber auch deutsche Texte aus Europa oder den USA. Unter den abgedruckten Dichtern und Literaten befanden sich u. a. Annette von Droste-Hülshoff, Ferdinand Freiligrath, Georg Herwegh, Otto Ruppius.

## Notizen
1. ↑  Ohne ISSN. Am Standort Leipzig, Deutsche Nationalbibliothek, vorhanden